# Roslagsleden

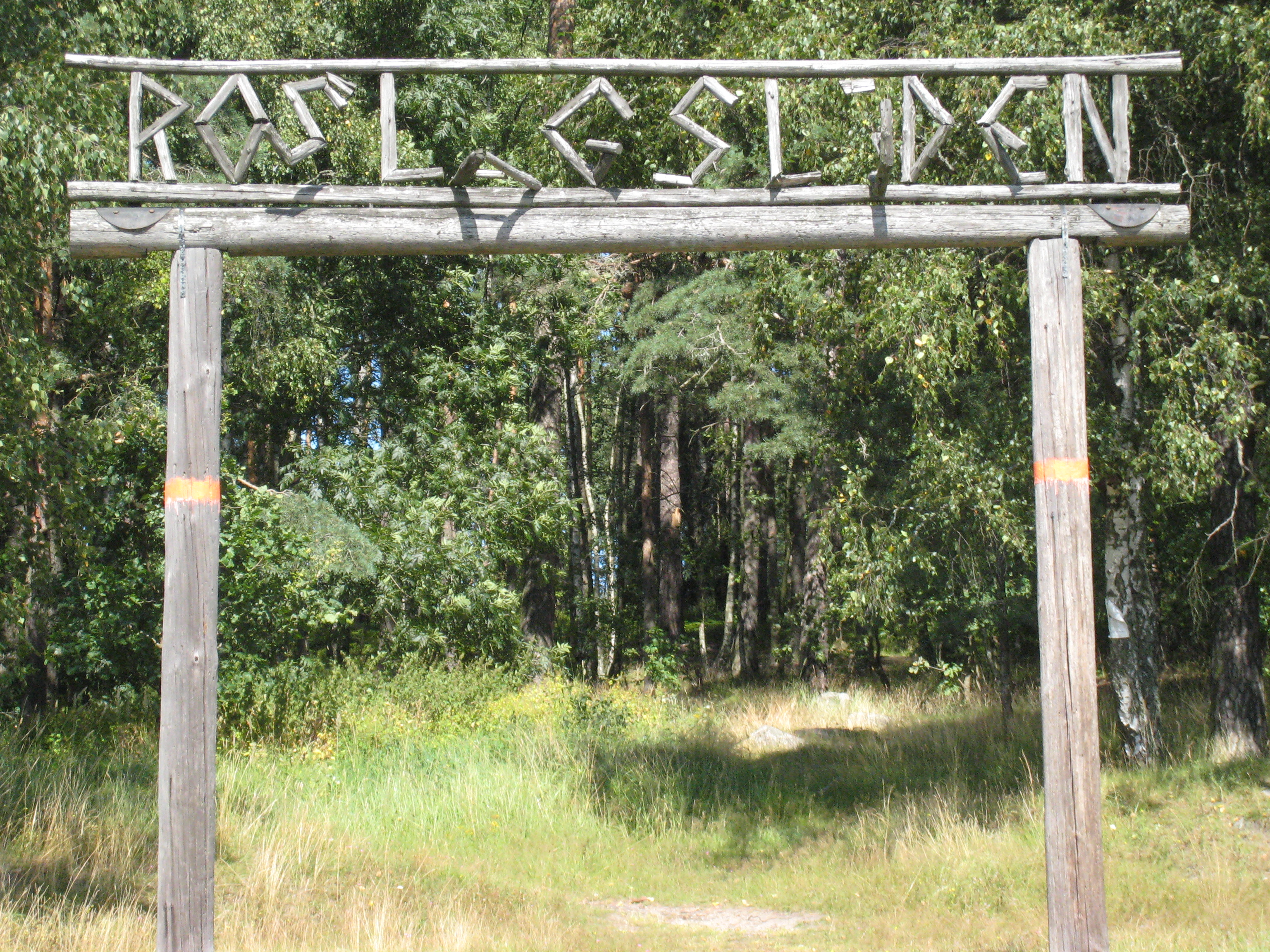

De Roslagsleden is een langeafstandswandelpad in Stockholms län in Zweden. Het bewegwijzerde pad is ongeveer 190 kilometer lang en loopt van Danderyd tot Grisslehamn. De route bestaat uit elf etappes.